# Cheruthazham
Cheruthazham é uma vila no distrito de Kannur, no estado indiano de Kerala.

## Demografia
Segundo o censo de 2001, Cheruthazham tinha uma população de 26 240 habitantes. Os indivíduos do sexo masculino constituem 47% da população e os do sexo feminino 53%. Cheruthazham tem uma taxa de literacia de 83%, superior à média nacional de 59,5%; a literacia no sexo masculino é de 87% e no sexo feminino é de 80%. 10% da população está abaixo dos 6 anos de idade.